# Зигфрид V фон Рункел
Зигфрид V фон Рункел (на немски: Siegfried V von Runkel; * ок. 1250, Вестербург; † сл. 1289) от Дом Рункел, е господар на Вестербург, съ-господар на замък Рункел (1270 – 1288), сам господар от 1277 г.

## Произход
Той е най-малкият син на Дитрих I фон Рункел (* ок. 1204; † сл. 1226). Внук е на Зигфрид III фон Рункел († сл. 1227) и дъщерята на граф Емих II фон Лайнинген († 1141).
Сестра му Елизабет е абатиса на „Св. Урсула“, Кьолн (1281 – 1298). Брат му Бела е каноник в Есен (1302 – 1327).

## Фамилия
Зигфрид V се жени пр. 17 юни 1263 г. за Маргарета фон Диц-Вайлнау (* ок. 1250; † сл. 1277), дъщеря на граф Хайнрих IV фон Диц-Вайлнау († сл. 1281) и съпругата му Луитгарт фон Тримберг († 1297). Те имат осем деца:
- Маргарета, омъжена за Ренварт фон Щраленберг († 1355)
- Зигфрид († ок. 1291; † 2 декември 1327), каноник във Вюрцбург и Майнц
- Хайнрих († сл. 1317), в Свещения орден в Нида
- Елизабет († пр. 1 октомври 1346), абатиса на Св. Урсула в Кьолн
- Гертруд († сл. 1327), монахиня в Есен (1305 – 1327)
- Дитрих II фон Рункел (* ок. 1269; † 1352), господар на Рункел, женен пр. 23 юни 1312 г. за Агнес фон Даун († 1331)
- Еберхард
- Тилман